# Abbazia di Sherborne

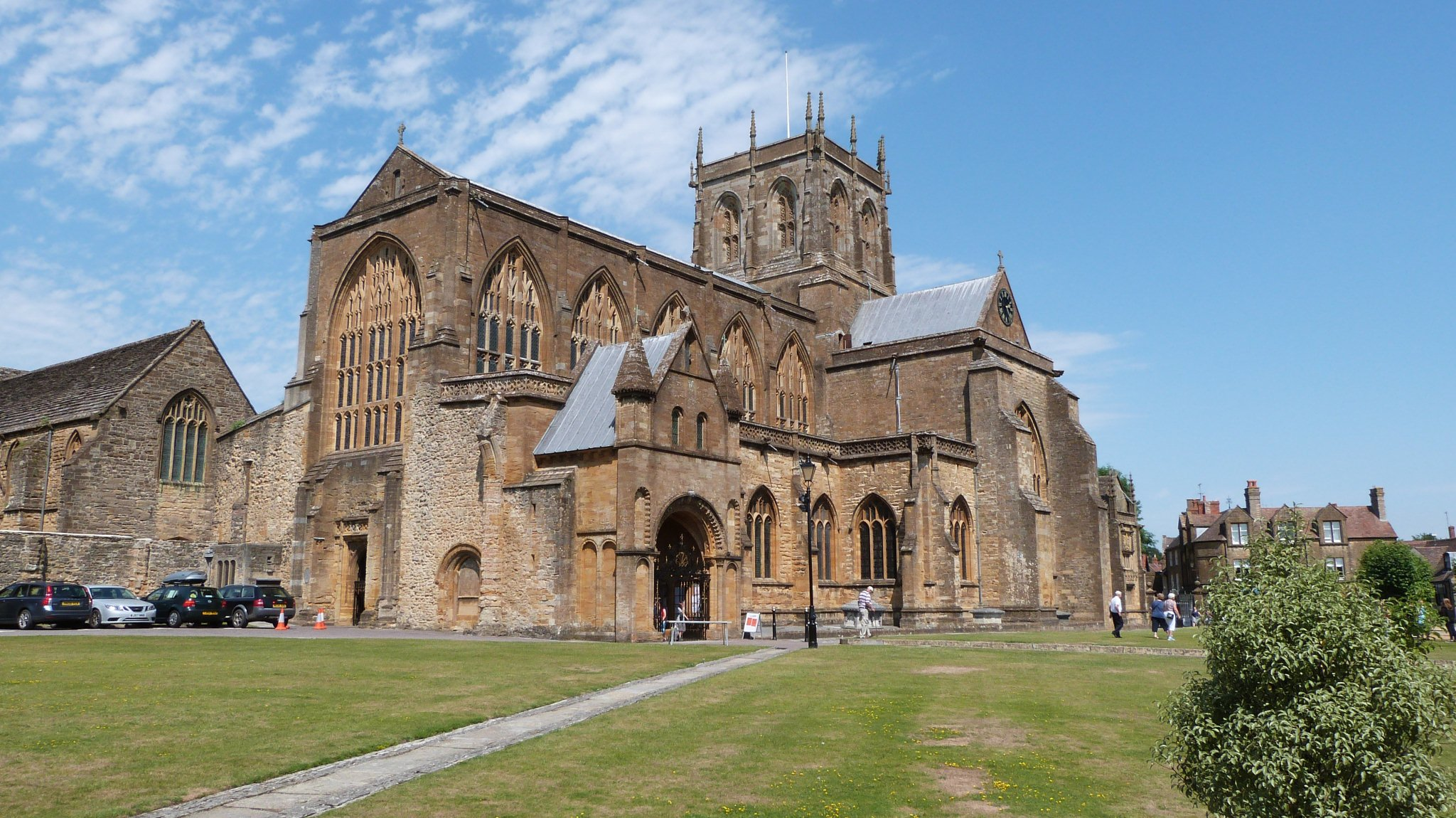
Sherborne (Dorset): l'ex-abbazia

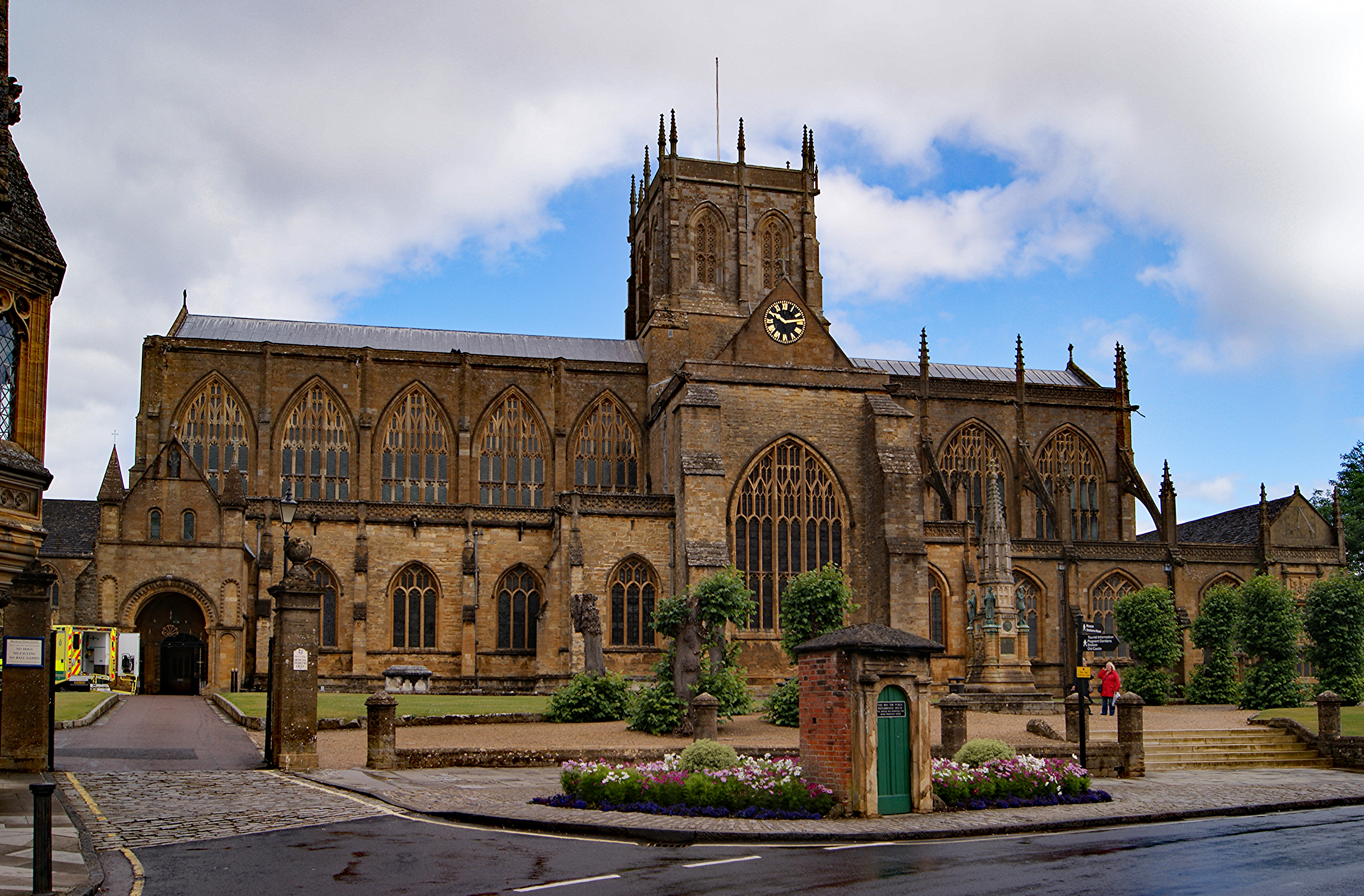
La facciata principale dell'ex-chiesa abbaziale

L'abbazia di Sherborne (in inglese Sherborne Abbey), conosciuta anche come Chiesa abbaziale della Vergine Maria (in inglese Abbey Church of St. Mary the Virgin), è un'ex abbazia benedettina ed ex-cattedrale della cittadina inglese di Sherborne, nel Dorset (Inghilterra sud-occidentale), fondata agli inizi dell'VIII secolo e ampliata nella seconda metà del XII secolo, ma in gran parte risalente alla seconda metà del XV secolo.
L'edificio principale del complesso è classificato come monumento di primo grado.

## Storia
Secondo la tradizione, l'edificio originario sarebbe stato fondato come sede vescovile nell'area dove sorgeva un luogo di culto pagano da Sant'Aldelmo di Malmesbury, che era giunto a Sherborne nel 705 su invito di re Ine. Dell'edificio originario, costituito da una piccola chiesetta, rimane tuttavia ben poco, ad eccezione di qualche pietra nell'ala occidentale della chiesa.
Nel 998, il ventesimo vescovo di Sherborne, Wulfsige III, fondò in loco anche un'abbazia benedettina, divenendo contemporaneamente anche il primo abate di Sherborne.
L'edificio principale funse da cattedrale al 1075, anno in cui la sede vescovile fu trasferita ad Old Sarum (l'odierna Salisbury): fino a quell'anno, la cattedrale di Sherborne aveva ospitato 25 vescovi sassoni. Durante questo periodo, il vescovo Alfwold, in carica tra il 1045 e il 1058, fece rimpiazzare la chiesa preesistente e realizzare una nuova chiesa con una navata e un coro con transetto.
Circa quattro secoli dopo, l'abata Ramsam, in carica tra il 1475 e il 1504, fece rimodellare la navata e il coro della chiesa abbaziale. Furono invece realizzati rispettivamente nel 1425 e nel 1485 il tetto del coro e il tetto della navata.
Con la dissoluzione dei monasteri voluta da Enrico VIII d'Inghilterra nel 1539, la scuola abbaziale ospitata nel complesso venne riconvertita in un istituto scolastico laico.

## Descrizione
Gran parte della chiesa abbaziale ancora visibile risale al XV secolo. Sono però di epoca normanna le arcate della navata.
Nella chiesa abbaziale sono sepolti, due re sassoni, lo statista e poeta Sir Thomas Wyatt e Sir John Horsey. Nel complesso, si trova poi un monumento dedicato a John Digby, III conte di Bristol, e alle sue due mogli.